# Maya Sar
Maja Sarihodžić, [mǎːja sǎrixodʒitɕ], rozená Hodžić; (* 12. července 1981 Tuzla, SR Bosna a Hercegovina, Jugoslávie, dnes Bosna a Hercegovina), známá pod svým uměleckým jménem Maya Sar, je bosenská popová zpěvačka.
Reprezentovala Bosnu a Hercegovinu na Eurovision Song Contest 2012 s písní „Korake ti znam“. Své debutové album „Krive riječi“ vydala 1. června 2013.

## Mládí
Narodila se do etnické rodiny Bosňáků v Tuzle, jež leží ve východní části Bosny a Hercegoviny. Má mladšího bratra jménem Srđan. Jejich matka Bahira byla na základní škole profesorkou hudby. Nějakou dobu žila se svou rodinou v srbské Pećinci.

## Kariéra
V roce 2005 odpromovala s bakalářským titulem hudby se zaměřením na klavír na Univerzitě v Sarajevu na katedře hudební akademie. Předtím, než začala svou sólovou kariéru, představila se jako doprovodná zpěvačka před mnoha slavnými zpěváky, například Dino Merlin, Hanka Paldum a Emina Jahović.
Její první singl „Nespretno“ byl vydán v březnu 2010 a stal se velkým hitem v Bosně a Hercegovině, ale i v sousedních zemích.
Je zakladatelkou humanitárního projektu v boji proti rakovině děložního čípku nazvaného „Moj je život moja pjesma“. Složila i otextovala stejnojmennou píseň, ve které si zazpívali i někteří z předních hvězd regionu — Nina Badrić, Karolina Gočeva, Aleksandra Radović a ona sama. Za to získala Zlatou plaketu velkého lidského srdce od Mezinárodní ligy humanistů v roce 2011 a Evropskou cenu od Evropské cervikální asociace (ECCA) v únoru 2014.
Její studiové debutové album „Krive riječi“ bylo vydáno 1. června 2013 pod vydavatelstvím Hayat Production.

## Účast na soutěži Eurovision Song Contest
Eurovision Song Contest se zúčastnila jako vokalistka v roce 2004 a 2011 (v obou případech v barvách Bosny a Hercegoviny). Během ročníku 2011 hrála na klávesy v „Love in Rewind“ Dina Merlina v semifinále a finále soutěže.
Dne 15. prosince 2011 se potvrdilo, že bude reprezentovat Bosnu a Hercegovinu jako sólová zpěvačka s písní „Korake ti znam“ na Eurovision Song Contest 2012 v Baku, Ázerbájdžánu. Píseň měla premiéru 15. března 2012. Postoupila z druhého semifinále do velkého finále, kde se umístila na 18. místě.

## Osobní život
Se svým budoucím manželem Mahirem Sarihodžićem (* červen 1974) se seznámila v roce 1997, když jí bylo 16 a jemu byl 23. Vzali se v roce 2008. Mahir Sarihodžić je hudební producent a společně vlastní nahrávací studio „Long Play Studio“. Žijí v Sarajevu. Kromě rodné bosenštiny hovoří plynně anglicky a italsky.

## Diskografie
- Krive riječi (2013)